# 최세윤
최세윤(崔稅尹, 2001년 1월 11일~)은 대한민국의 축구 선수이다. 포지션은 공격수이다. 현재 평택 시티즌 FC에서 활약하고 있다.

## 클럽 경력
최세윤은 2020시즌을 앞두고 인천 유나이티드에 입단하면서 커리어를 시작했다. 입단 직후 체코의 FK 믈라다볼레슬라프로 임대 이적했다.
2021시즌을 앞두고 K4리그의 FC 남동으로 임대 이적했다.
2022시즌을 앞두고 평택 시티즌 FC로 이적했다.